# Vlammende Ster

Een gestileerde afbeelding van de Vlammende Ster

De Vlammende Ster is een typisch maçonniek symbool, dat in grafische vorm bestaat uit een ster met in het hart de letter G en waaruit vlammen schieten.  Het symbool komt in geen enkele andere context voor dan binnen de vrijmetselarij.

## Duiding
Daar de vrijmetselarij geen leer verkondigt, is er geen dogmatische betekenis gekoppeld aan de Vlammende Ster. Aan de hand van onder meer teksten die tijdens de rituelen uitgesproken worden, dient de vrijmetselaar zelf de betekenis te duiden. Ter illustratie een gedeelte van zo'n tekst waarin de Vlammende Ster aan bod komt:
Aanschouw het licht van de Vlammende Ster, met in het hart de letter G, symbool van het geestelijk licht van de Grote Geometer; eeuwige bron van alle volmaaktheid.

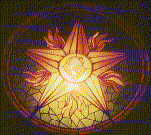
Een uit 1905 stammend glas-in-loodraam met Vlammende Ster in het Logegebouw der Vrijmetselaren in Groningen

Hierin wordt verwezen naar een ander symbool: de  Grote Geometer, welke ook bekendstaat als de Opperbouwmeester van het Heelal. Dit is het symbool uit de vrijmetselarij waarin het heilige weergegeven wordt; alle werkzaamheden in een reguliere vrijmetselaarsloge vinden plaats ter ere van dit symbool. Omdat Grote Geometer twee keer met een G begint, kan de G in het hart van de Vlammende Ster er direct mee in verband gebracht worden. Ter illustratie van het symbool de Grote Geometer, oftewel de Opperbouwmeester van het Heelal, het volgende gedeelte uit een rituaal:

Vraag: Op welke grondslag zijn wij hier bijeen? 

Antwoord: Op die van broederschap.

Vraag: Wie heeft ons daarvan het bewustzijn geschonken?

Antwoord: De Opperbouwmeester van het Heelal.

Vraag: Waarom geven wij hem die naam?

Antwoord: Omdat hij ons leven en wereld doet zien als een te voltooien bouwwerk.

## Hoofdlettergebruik
Symbolen krijgen in principe geen hoofdletter, maar als ze als heilige begrippen worden opgevat is het toegestaan ze een zogenoemde 'eerbiedshoofdletter' te geven. Wanneer dus een afbeelding van het symbool bedoeld wordt, dan wordt het in de regel geschreven met kleine letters, maar krijgt het betekenis - zoals binnen de vrijmetselarij - dan is een dubbele hoofdletter gangbaar.